# Chinesischer Liguster
Der Chinesische Liguster (Ligustrum sinense) ist ein Strauch oder Baum aus der Familie der Ölbaumgewächse. Sein natürliches Verbreitungsgebiet liegt in China, Laos und Vietnam, er wurde jedoch in Afrika, Australien, Neuseeland und den USA eingebürgert.

## Beschreibung

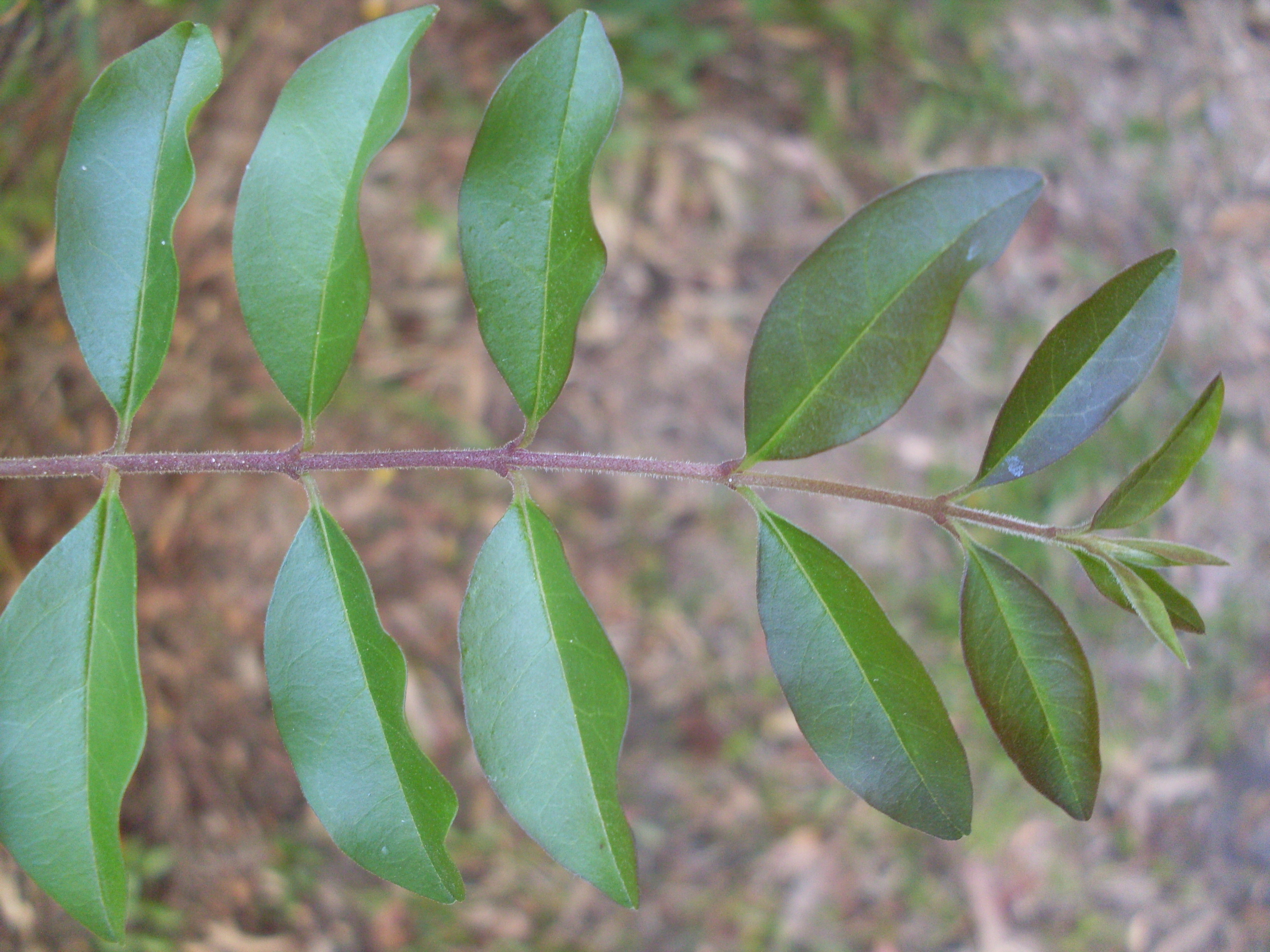
Blätter

Der Chinesische Liguster ist ein sommergrüner, 2 bis 4, selten bis 7 Meter hoher, dicht verzweigter Strauch oder Baum mit filzig behaarten, gelbgrünen Trieben und aufrechten bis schräg aufsteigenden Zweigen. Die Blätter haben einen 2 bis 8 Millimeter langen Blattstiel. Die Blattspreite ist einfach, papierartig bis ledrig, 2 bis 7 selten bis 13 Zentimeter lang und 1 bis 3 selten bis 5,5 Zentimeter breit, elliptisch bis länglich elliptisch, spitz oder stumpf mit keilförmiger bis gerundeter Basis. Die Blattoberseite ist stumpfgrün, die Unterseite ist heller und am Mittelnerv behaart. Es werden vier bis sechs, selten sieben Nervenpaare gebildet, die auf der Unterseite hervorstehen.
Die Blüten stehen zu 100 bis 500 in behaarten, 4 bis 11 Zentimeter langen und 3 bis 8 Zentimeter breiten Rispen. Die Einzelblüten wachsen an 1 bis 5 Millimeter langen Stielen. Sie haben einen etwa 1 bis 1,5 Millimeter breiten, kahlen oder behaarten Kelch, eine 3,5 bis 5,5 Millimeter breite Blütenkrone und eine Kronröhre, die etwas kürzer als die Kronzipfel ist. Die Staubblätter reichen bis zu den Kronzipfeln oder etwas darüber hinaus, die Staubbeutel sind etwa 1 Millimeter lang. 
Die Früchte sind rundliche, 5 bis 8 Millimeter durchmessende, schwarze und etwas „bereifte“, beerenartige Steinfrüchte.
Die Chromosomenzahl beträgt 2n = 46.

## Verbreitung und Ökologie
Das natürliche Verbreitungsgebiet liegt in der gemäßigten bis tropischen Zone Asiens in den chinesischen Provinzen Anhui, Fujian, Guangdong, Guangxi, Guizhou, Hubei, Hunan, Jiangsu, Jiangxi, Sichuan, Yunnan, Zhejiang und Hongkong, auf Taiwan, in Laos und Vietnam. Im Süden von Afrika, in Australien, Neuseeland und den USA wurde sie eingebürgert. Die Art wächst in Steppen und Trockenwäldern in Höhen von 200 bis 2700 Metern auf mäßig trockenen bis frischen, schwach sauren bis alkalischen, sandig-lehmigen bis lehmigen, nährstoffreichen Böden an sonnigen bis lichtschattigen Standorten. Sie ist wärmeliebend und meist frosthart.

## Systematik und Forschungsgeschichte
Der Chinesische Liguster (Ligustrum sinense) ist eine Art aus der Gattung der Liguster (Ligustrum) in der Familie der Ölbaumgewächse (Oleaceae), Tribus Oleeae. Die Art wurde von João de Loureiro im Jahr 1790 erstbeschrieben.
Es werden mehrere Varietäten unterschieden: 
- Ligustrum sinense var. chayuense (P.Y.Pai) Y.F.Deng & B.Q.Xu (Syn.: Ligustrum sinense var. rugosulum (W. W. Smith) M. C. Chang): Sie kommt vom südöstlichen Tibet bis Vietnam vor.[6]
- Ligustrum sinense var. concavum M. C. Chang: Sie kommt im östlichen Yunnan und im westlichen Guangxi vor.[6]
- Ligustrum sinense var. coryanum (W. W. Smith) Handel-Mazzetti: Sie kommt in Sichuan und Yunnan vor.[6]
- Ligustrum sinense var. dissimile S. J. Hao: Sie kommt in Yunnan, Guangxi und Guizhou vor.[6]
- Ligustrum sinense var. luodianense M. C. Chang: Sie kommt in Yunnan, Guizhou und Guangdong vor.[6]
- Ligustrum sinense var. myrianthum (Diels) Hoefker: Sie kommt im zentralen und im südlichen China vor.[6]
- Ligustrum sinense var. opienense Y. C. Yang: Sie kommt in Sichuan vor.[6]
- Ligustrum sinense var. sinense: Sie kommt vom südlichen China bis Vietnam und in Taiwan vor.[6]

## Verwendung
Der Chinesische Liguster wird gern als Bonsai genutzt und selten für andere wirtschaftliche Zwecke.

## Nachweise